# St. Peter (Steinsfurt)

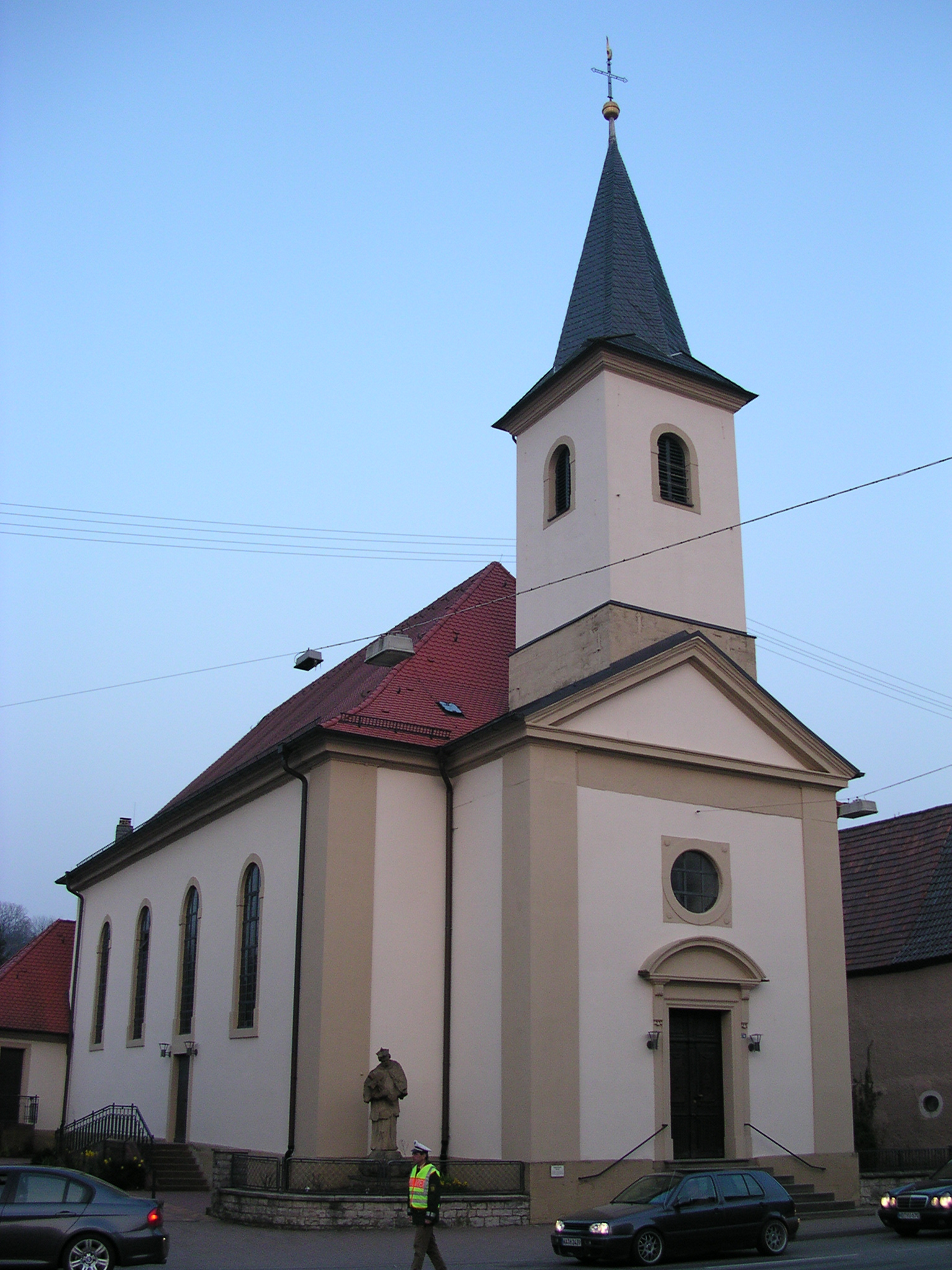
Katholische Kirche in Steinsfurt

Die katholische Kirche St. Peter in Steinsfurt, einem Stadtteil von Sinsheim im Rhein-Neckar-Kreis im nördlichen Baden-Württemberg, wurde 1803/04 anstelle eines Vorgängerbauwerks von 1662/63 errichtet.

## Geschichte
Die Kirche geht auf die ursprüngliche Kirche des Ortes zurück, die um 1500 dem Abt des Benediktinerklosters in Sinsheim unterstand. Bei der Reformation in der Kurpfalz 1565 kam die Kirche an die reformierte Gemeinde. Nach dem Dreißigjährigen Krieg wurde die Kirche von Katholiken, Lutheranern und Reformierten gemeinsam genutzt. 1662/63 wurde die baufällige Kirche erneuert. Nach der Pfälzischen Kirchenteilung 1705 kam die Kirche an die katholische Gemeinde, wurde aber vorerst von Reformierten und Lutheranern weiter mitgenutzt, bevor sich diese 1767/69 jeweils eigene Kirchen erbauten.
1803/04 wurde dann das heutige Kirchengebäude errichtet. Während das Äußere der Kirche bereits klassizistische Züge trägt, sind die Altäre und architektonische Details im Inneren noch eher dem späten Barock zuzuschreiben. Außer den drei barocken Altären und der Kanzel zählt noch der historische Kreuzweg zu den nennenswerten Ausstattungsstücken. Die Decken des Kirchenschiffs und des Chors weisen Deckenfresken auf.
Vor der Kirche ist eine Sandsteinstatue des Brückenheiligen Johannes Nepomuk von 1742 aufgestellt, die sich bis in die Mitte des 19. Jahrhunderts auf der Elsenzbrücke befand.

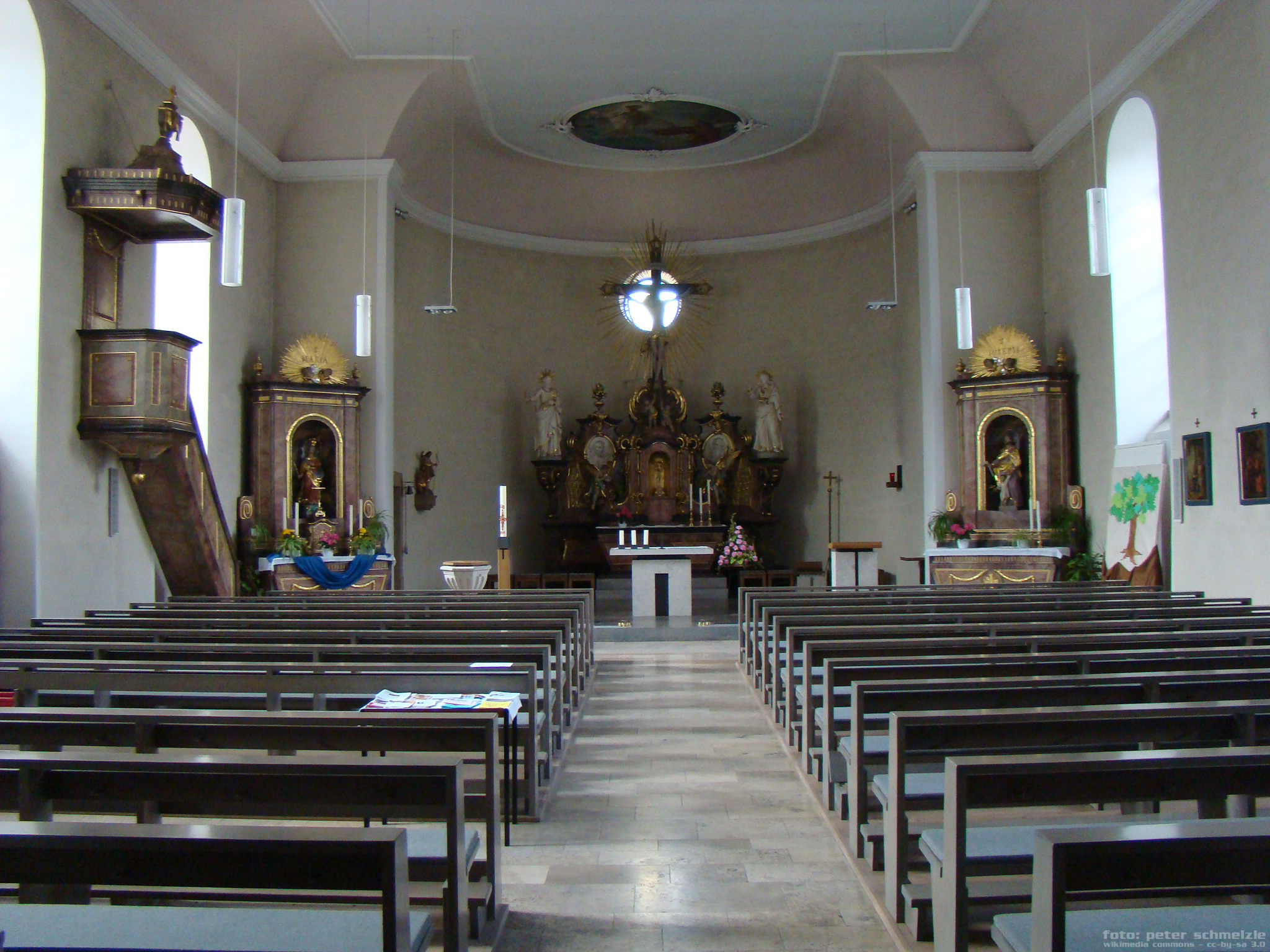
Innenraum, Blick zum Chor
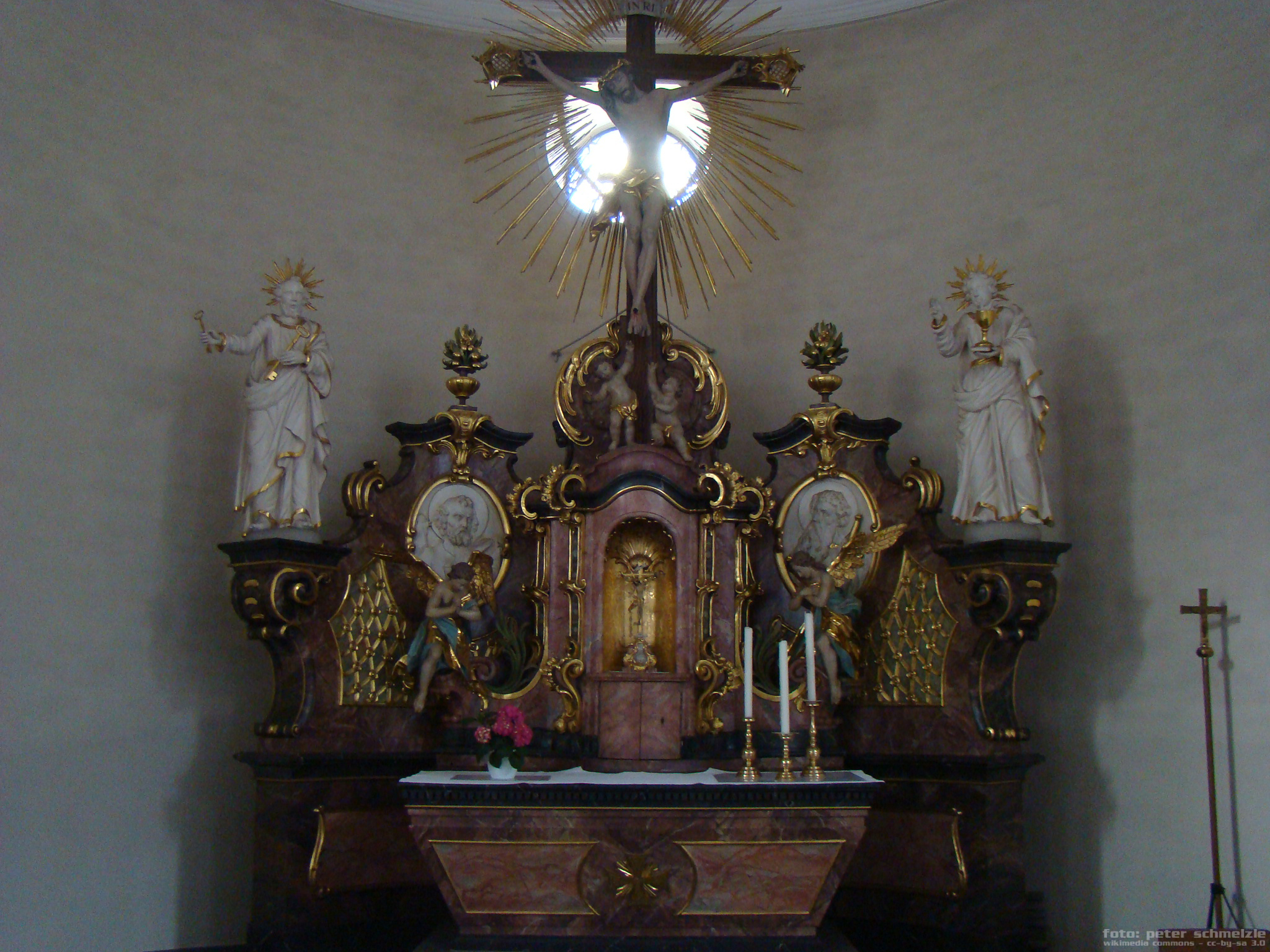
Hauptaltar
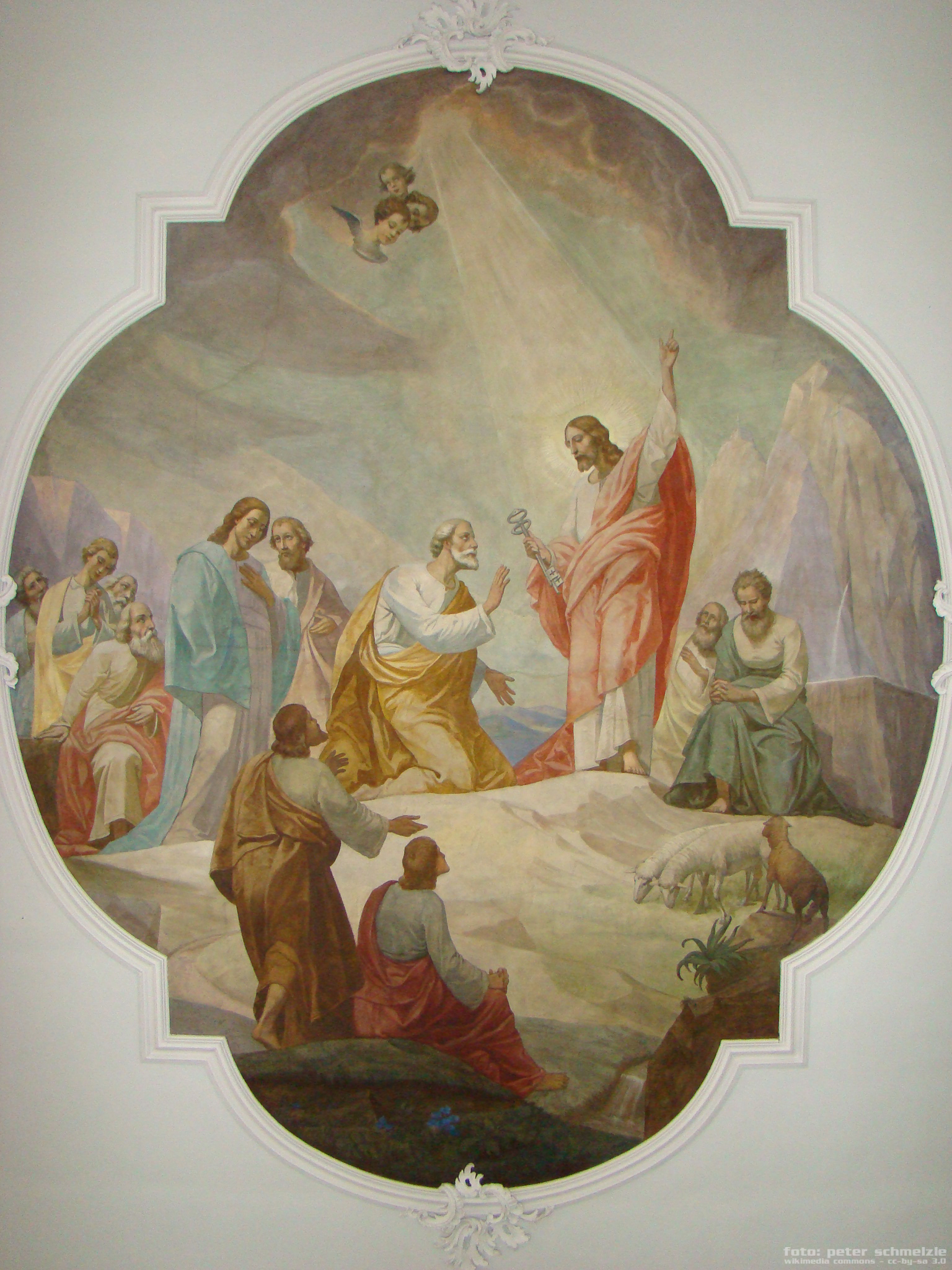
Deckenfresko im Schiff

## Glocken
Das Geläut der Kirche nach dem Neubau von 1803/04 bestand aus zwei damals neu bei Lucas Speck in Heidelberg gegossenen Glocken. Die größere wog 1368 kg, die kleinere 225 kg. Die größere der Glocken musste im Ersten Weltkrieg 1917 zu Rüstungszwecken abgeliefert werden. Als Ersatz goss die Glockengießerei Bachert in Karlsruhe 1922 eine 590 kg schwere Bronzeglocke mit dem Schlagton gis‘ und einem Durchmesser von 104 cm. Die noch erhaltene kleine Speck-Glocke Glocke musste im Zweiten Weltkrieg 1942 abgeliefert werden, kehrte jedoch 1947 unversehrt zurück. 1970 erweiterte man das Geläut durch die bei Friedrich Wilhelm Schilling in Heidelberg gegossene Friedensglocke mit dem Schlagton c‘‘, einem Durchmesser von 75,9 cm und einem Gewicht von 297 kg zur Dreistimmigkeit. 1971 hat man zwei weitere Glocken bei Schilling beschafft. Die Marienglocke hat den Schlagton b‘, einen Durchmesser von 85,2 cm und ein Gewicht von 427 kg. Die Christusglocke hat den Schlagton es‘‘, einen Durchmesser von 67,2 cm und ein Gewicht von 210 kg. Beim Aufzug der 1971 gegossenen Glocken hat man die alte Speck-Glocke außer Dienst gestellt und zum Umguss freigegeben.